# Hans Peter Grüner
Hans Peter Grüner (* 1966 in Marburg) ist ein deutscher Wirtschaftswissenschaftler. Er ist Professor für Volkswirtschaftslehre an der Universität Mannheim und hat dort den Lehrstuhl für Wirtschaftspolitik inne.

## Leben und Wirken
Grüner studierte ab 1986 Wirtschaftswissenschaften und Mathematik an der Universität Heidelberg und schloss dieses Studium 1990 als Diplom-Volkswirt ab. In seine Diplomarbeit beschäftigte er sich mit dem Allgemeinen Temporären Gleichgewicht mit Mengenrationierung unter besonderer Berücksichtigung des Werkes von Benassy. An der Universität Bonn und der École des Hautes Études en Sciences Sociales Paris schrieb er seine Doktorarbeit zur Crédibilité des banques centrales et salaires nominaux en Europe: analyse théorique et résultats empiriques (1994). Als wissenschaftlicher Assistent war er an der Universität Konstanz und der Universität Bonn tätig. An letzterer habilitierte er sich 1999 mit der Schrift The Economics of Distributive Politics. Im gleichen Jahr wurde er Professor für Wirtschaftswissenschaften an der Universität Mannheim.
An der Universität Mannheim war Grüner Dekan der Fakultät für Rechtswissenschaft und Volkswirtschaftslehre, Sprecher der volkswirtschaftlichen Abteilung, Programmdirektor am Center for Doctoral Studies in Economics and Management und Studiendekan. Er ist Mitglied des Senats der Universität Mannheim.
Grüner publiziert über die Ausgestaltung politischer und wirtschaftlicher Organisationen, Politischer Ökonomie, Mechanismus-Design-Theorie, Wirtschaftspolitik, Geldpolitik, Kapitalmarkttheorie, Arbeitsmarktreformen und die Theorie der Einkommens- und Vermögensverteilung. Daneben berät er verschiedene Unternehmen, die Europäische Kommission und die Europäische Zentralbank. Seit 2006 ist er zudem außerplanmäßiger Professor an der Hertie School of Governance in Berlin.
Er ist Research Fellow des Centre for Economic Policy Research in London und Mitglied der Royal Economic Society und des Vereins für Socialpolitik. Akademische Gastaufenthalte führten ihn an die Kellogg School of Management, die Oxford University, die University of Pennsylvania, die London Business School, das Toyota Center an der LSE, das University College London, und die Hebrew University Jerusalem.
Sein Lehrbuch Wirtschaftspolitik. Allokationstheoretische Grundlagen und politisch-ökonomische Analyse erschien 2001 bei Springer (ISBN 3-540-41799-0) und erlebte 2024 seine neunte Auflage (ISBN 978-3-662-68265-4).

## Positionen
Grüner setzte sich für den Erhalt der europäischen Währungsunion und für die Einführung einer Europäischen Bankenunion ein. Gemeinsam mit Clemens Fuest (ZEW), Marcel Fratzscher, (DIW), Michael Hüther (Institut der deutschen Wirtschaft) und Jörg Rocholl (ESMT) warnte er im Jahr 2013 vor einem Ausstieg einzelner oder mehrerer Länder aus der Eurozone. Mit Clemens Fuest (Ifo Institut) und Volker Wieland (Universität Frankfurt) wandte sich Grüner 2021 gegen umweltpolitisch motivierte Bondkäufe der Europäischen Zentralbank. Mit Klaus Adam (Universität Mannheim) warnte Grüner 2022 vor einem verlängerten Einsatz des PEPP Portfolios der Europäischen Zentralbank, ohne diesen an Bedingungen zu knüpfen.
In der Arbeitsmarktpolitik setzte er sich für diverse Reformen ein. Zusammen mit Clemens Fuest (Ifo Institut) schlug Grüner 2013 vor, die Höhe eines gesetzlichen Mindestlohn an die gemäß der Monopsontheorie des Mindestlohns maßgebliche regionale Arbeitsmarktlage anzupassen, um negative Beschäftigungseffekte zu vermeiden. Arbeitsmarktreformen sollten mit einer Kompensation der Reformverlierer verknüpft werden, wenn sie breite politische Zustimmung erhalten sollen.
Der Einrichtung eines schuldenfinanzierten Staatsfonds zur Finanzierung der Altersvorsorge steht Grüner sehr kritisch gegenüber.

## 2. Nachtragshaushalt 2021
Im April 2022 stellten 197 Bundestagsabgeordnete einen Antrag auf Normenkontrolle beim Bundesverfassungsgericht, um die Rechtmäßigkeit des 2. Nachtragshaushalts 2021 zu überprüfen. Der Nachtragshaushalt übertrug ungenutzte Kreditermächtigungen von 60 Mrd. Euro in das nächste Haushaltsjahr. Wie die FAZ berichtet, war dem Antrag eine Stellungnahme Grüners beigefügt, die die Stichhaltigkeit der Begründung des Nachtragshaushalts aus ökonomischer Sicht kritisch in Frage stellt. Am 15. November 2023 erklärte das Bundesverfassungsgericht den 2. Nachtragshaushalt 2021 für nichtig. Am 6. November 2024 endete die Koalitionsregierung aus SPD, Grünen und FDP nach längeren Haushaltsstreitigkeiten, die von Finanzminister Lindner auf den Wegfall der 60 Mrd. Euro zurückgeführt wurden.